# Escut de Prats de Lluçanès
L'escut oficial de Prats de Lluçanès té el següent blasonament:
Escut caironat: d'atzur, un castell d'or tancat de gules, cantonat de 4 roses d'argent. Per timbre una corona mural de vila.

## Història
Va ser aprovat el 31 d'agost de 1999 i publicat al DOGC el 23 de setembre del mateix any amb el número 2981.
L'escut ha representat tradicionalment el castell de Lluçà, lligat a la història de la vila, que va néixer al segle xvii. Les quatre roses són una al·lusió al nom de Prats.